# 阮福忠 (演國公)
阮福忠（越南语：／；？—？），阮朝孝康皇后阮氏環之父。
阮福忠是正營明靈縣人，阮朝官方史書對其姓氏記載不一，或說其姓阮，或是阮主賜姓阮福，又或者是名叫福忠，無可攷。父親是阮福兼（贈少尉兼郡公，諡敦厚）。阮福忠娶馮氏女為妻，生下阮慈妃阮氏珄和孝康皇后兩人。阮世宗時期，阮福忠官至正營該奇，後卒。兩個女兒都成為了阮世宗次子阮福㫻的妾室。嘉隆二年（1803年），阮福映追贈其為贊治功臣、特進、開府輔國上將軍、上柱國、中軍都督府掌府事、太保、綿國公，諡正直，妻馮氏贈國太夫人，在香茶縣富春社建祠祭祀，名毓德祠。明命十三年（1832年），改贈特進、壯武大將軍、中軍都統府掌府事、太保，封演國公（越南语：／），諡正直。馮氏也改封為演國一品夫人。